# Ластівка (опера)
«Ластівка» (італ. La rondine) — опера на 3 дії італійського композитора  Джакомо Пуччіні, італійське лібрето Дж. Адамі (Giuseppe Adami) на основі німецького лібрето А. Вільнера (Alfred Maria Willner) і Г.Рейхерта (Heinz Reichert).
Прем'єра опери відбулася в Опера Монте-Карло 1917 року.

## Зміст
Основні дійові особи: Магда (сопрано), Руджеро (тенор), Прюнье (тенор), Лізетта (сопрано), Рамбальдо (баритон).
Паризька куртизанка Магда закохується в приїжджого провінціала Руджеро і біжить з ним до Ніцци, кинувши свого багатого коханця банкіра Рамбальдо. На морі пара, у супроводі покоївки Лізетта і поета Прюньє, щасливі. Однак, прочитавши лист від матері Руджеро, яка покладається на сина і довіряє йому у виборі нареченої, Магда відчуває докори сумління і наважується розповісти Руджеро правду про своє минуле. Незважаючи на слізні благання Руджеро, Магда йде від нього і повертається до банкіра. Той пробачає її.

## Значення
Цю оперу вважають невдалою у творчості Пуччіні. Опера написана ним у традиціях віденської оперети і дещо схожа за жанровим рішенням з Травіатою Верді. Найвідоміші арії:
- «Chi il bel sogno di Doretta» (Магда)
- «Ore dolce e divine» (Магда)
- «Parigi, e la citta dei desideri» (Руджеро)
- «Dimmi che vuoi seguirmi alla mia casa» (Руджеро)